# Kanton Ajaccio-1
Der Kanton Ajaccio-1 ist seit 1973 ein französischer Kanton im Arrondissement Ajaccio, im Département Corse-du-Sud der Region Korsika. Er besteht aus dem südwestlichen Teil der Stadt Ajaccio.